# Oda (Shimane)
Oda (大田市, Ōda-shi) is een stad in de prefectuur Shimane, Japan. Begin 2014 telde de stad 36.233 inwoners. Iwami Ginzan (石見銀山, Zilveren berg van Iwami) was een zilvermijn in Oda. Sinds 2007 staat de mijn op de werelderfgoedlijst van UNESCO.

## Geschiedenis
Op 1 januari 1954 werd Oda benoemd tot stad (shi).

## Partnersteden
- Daejeon, Zuid-Korea sinds 1987
- Kasaoka, Japan sinds 1990

Subprefectuur:
Oki

Steden:
Gotsu · Hamada · Izumo · Masuda · Matsue (hoofdstad) · Oda · Unnan · Yasugi

Districten:
Iishi · Kanoashi · Nita · Ochi · Oki
Gemeenten per district